# 走走停停
《走走停停》（英語：Gold or Shit）是一部2024年上映的中国大陆轻喜剧题材电影，讲述了一位在大城市事业受挫的青年回到老家小镇后种种经历。影片由龙飞执导，黄佳编剧，胡歌和高圆圆领衔主演，于2024年6月8日在中国大陆公映。

## 演员列表
| 演員   | 角色       | 介紹             |
| 胡歌   | 吴迪       | 返乡青年         |
| 高圆圆 | 冯柳柳     | 吴迪的老同学     |
| 岳红   | 江美玲     | 吴迪妈妈         |
| 周野芒 | 吴明发     | 吴迪爸爸         |
| 金靖   | 吴双       | 吴迪妹妹         |
| 甘昀宸 |            |                  |
| 刘钧   |            |                  |
| 刘仪伟 |            |                  |
| 袁弘   | 李輝       | 吳迪北漂時的室友 |
| 张鲁一 | 成峰       | 冯柳柳老公       |
| 王真兒 | 吴迪女朋友 |                  |

## 電影原聲帶
| 曲序 | 曲目               |      | 作曲 | 製作人 | 演唱 |
| ---- | ------------------ | ---- | ---- | ------ | ---- |
| 1.   | 我活著吶（主題曲） | 唐恬 | 彭飛 | 彭飛   | 依加 |

## 制作和发行
该片是胡歌和高圆圆首次合作电影，也是高圆圆在2015年的电影《咱们结婚吧》之后重回大银幕。2023年5月31日，本片在四川省内江开机。本片拍摄为期两个月，有95%的取景都在内江完成。
该片于2024年4月19日在第十四届北京国际电影节首映，定于2024年6月8日在中国大陆公映。

## 奬項
| 年份 | 颁奖典礼               | 奖项             | 入圍者       | 结果 |
| 2024 | 第十四届北京国际电影节 | 天坛奖最佳影片   | 《走走停停》 | 獲獎 |
| 2024 | 第十四届北京国际电影节 | 天坛奖最佳编剧   | 黄佳         | 獲獎 |
| 2024 | 第十四届北京国际电影节 | 天坛奖最佳女配角 | 岳红         | 獲獎 |

## 評價
《走走停停》在北京国际电影节中獲全七位評委全票通過獲最佳影片獎，評委埃米爾·庫斯圖里卡評價道：「這部電影之所以獲獎，是因為它在小成本製作體量中為觀眾帶來巨大的情感衝擊，裡面每個角色身上都兼具着紀錄片式的真實，以及院線長片角色所需要給觀眾帶來的影響。」；大衛·懷特則表示「《走走停停》讓所有評委都感受頗深，所以最後一致把票投給了這部電影；它展示出人的脆弱性，也展示了我們作為普通人面對人生中的各種情感。」
據中國電影藝術研究中心聯合藝恩進行的端午檔觀眾滿意度調查，專業觀眾對《走走停停》的評價滿意度為80.1分，是四部影片中唯一超80分的影片；傳播度86.2分，在2024年春節檔以後調查的21部影片中居第二位。
該電影在豆瓣的評分由7.9分升至8.0分。